# Municipio de Clarence (Míchigan)
El municipio de Clarence (en inglés: Clarence Township) es un municipio ubicado en el condado de Calhoun en el estado estadounidense de Míchigan. En el año 2010 tenía una población de 1985 habitantes y una densidad poblacional de 22,51 personas por km².

## Geografía
El municipio de Clarence se encuentra ubicado en las coordenadas 42°22′18″N 84°46′32″O / 42.37167, -84.77556. Según la Oficina del Censo de los Estados Unidos, el municipio tiene una superficie total de 88.17 km², de la cual 84,29 km² corresponden a tierra firme y (4,4 %) 3,88 km² es agua.

## Demografía
Según el censo de 2010, había 1985 personas residiendo en el municipio de Clarence. La densidad de población era de 22,51 hab./km². De los 1985 habitantes, el municipio de Clarence estaba compuesto por el 98,24 % blancos, el 0,3 % eran afroamericanos, el 0,35 % eran amerindios, el 0,05 % eran asiáticos, el 0,15 % eran de otras razas y el 0,91 % eran de una mezcla de razas. Del total de la población el 1,06 % eran hispanos o latinos de cualquier raza.